# Neoleria ruficeps
Neoleria ruficeps – gatunek muchówki z rodziny błotniszkowatych i podrodziny Heleomyzinae.
Gatunek ten opisany został w 1838 roku przez Johana Wilhelma Zetterstedta jako Heleomyza ruficeps.
Muchówka o ciele długości od 3 do 4,25 mm. Głowa jej wyposażona jest w dwie pary szczecinek orbitalnych o takiej samej długości. W chetotaksji tułowia występuje jedna para szczecinek sternopleuralnych oraz jedna para szczecinek śródplecowych, leżąca przed szwem poprzecznym. Przedpiersie jest nagie. Tylno-górne kąty mezopleurów zaopatrzone są w szczecinki. Kolce na żyłce kostalnej skrzydła są dłuższe niż owłosienie. Środkowa para odnóży ma na brzusznej stronie goleni ostrogi. Tylna para odnóży samca ma na grzbietowej powierzchni szczecinkę przedwierzchołkową. Narządy rozrodcze samca charakteryzują nieco szersze od wyrostka epandrium i mniej więcej tak długie jak przysadki odwłokowe endyty oraz szczątkowe, znacznie krótsze od przysadek gonity i płytka metafalliczna.
Owad znany z Hiszpanii, Andory, Irlandii, Wielkiej Brytanii, Francji, Belgii, Holandii, Niemiec, Szwajcarii, Austrii, Danii, Szwecji, Norwegii, Finlandii, Polski, Czech, Węgier, Rumunii, Bułgarii, europejskiej części Rosji, Afryki Północnej i Kaukazu.